# Killing Zelda Sparks
Killing Zelda Sparks è un film del 2007 diretto da Jeff Glickman.

## Trama
Zelda Sparks torna nella sua vecchia cittadina di New Essex; due vecchi amici del liceo, Craig Blackshear e Terry Seville, decidono di fare uno scherzo di cattivo gusto alla fidanzata di Craig, ma la birichinata avrà una svolta mortale.